# Езбері-Парк (Нью-Джерсі)
Езбері-Парк (англ. Asbury Park) — місто (англ. city) в США, в окрузі Монмаут штату Нью-Джерсі. Населення — 15 188 осіб (2020).

## Географія
Езбері-Парк розташоване за координатами 40°13′22″ пн. ш. 74°0′37″ зх. д. / 40.22278° пн. ш. 74.01028° зх. д. (40.222884, -74.010232).  За даними Бюро перепису населення США в 2010 році місто мало площу 4,15 км², з яких 3,69 км² — суходіл та 0,46 км² — водойми.

### Клімат
| Клімат : Езбері-Парк    | Клімат : Езбері-Парк | Клімат : Езбері-Парк | Клімат : Езбері-Парк | Клімат : Езбері-Парк | Клімат : Езбері-Парк | Клімат : Езбері-Парк | Клімат : Езбері-Парк | Клімат : Езбері-Парк | Клімат : Езбері-Парк | Клімат : Езбері-Парк | Клімат : Езбері-Парк | Клімат : Езбері-Парк | Клімат : Езбері-Парк |
| Показник                | Січ.                 | Лют.                 | Бер.                 | Квіт.                | Трав.                | Черв.                | Лип.                 | Серп.                | Вер.                 | Жовт.                | Лист.                | Груд.                | Рік                  |
| Середній максимум, °C   | 4,4                  | 5,9                  | 9,5                  | 14,9                 | 20,1                 | 25,2                 | 28,2                 | 27,6                 | 24,2                 | 18,4                 | 12,9                 | 7,3                  | 16,6                 |
| Середня температура, °C | 0,2                  | 1,5                  | 4,9                  | 10,2                 | 15,5                 | 20,8                 | 23,8                 | 23,2                 | 19,6                 | 13,6                 | 8,5                  | 3,2                  | 12,1                 |
| Середній мінімум, °C    | −4                   | −2,9                 | 0,4                  | 5,5                  | 10,8                 | 16,3                 | 19,5                 | 18,9                 | 15,1                 | 8,7                  | 4,1                  | −1,1                 | 7,7                  |
| Норма опадів, мм        | 92                   | 78                   | 100                  | 105                  | 97                   | 91                   | 119                  | 120                  | 92                   | 100                  | 98                   | 102                  | 1194                 |
| Вологість повітря, %    | 64.9                 | 61.7                 | 60.5                 | 61.6                 | 65.7                 | 70.3                 | 69.9                 | 71.2                 | 71.6                 | 69.4                 | 67.3                 | 65.0                 | 66.6                 |
| ----------------------- | -------------------- | -------------------- | -------------------- | -------------------- | -------------------- | -------------------- | -------------------- | -------------------- | -------------------- | -------------------- | -------------------- | -------------------- | -------------------- |
| Джерело: PRISM          |                      |                      |                      |                      |                      |                      |                      |                      |                      |                      |                      |                      |                      |

## Демографія
Згідно з переписом 2010 року, у місті мешкало 16 116 осіб у 6725 домогосподарствах у складі 3173 родин. Було 8076 помешкань
Расовий склад населення:
| - 51,3 % — чорних або афроамериканців - 36,5 % — білих - 0,5 % — корінних американців - 0,5 % — азіатів - 0,1 % — вихідців з тихоокеанських островів - 7,6 % — осіб інших рас |

До двох чи більше рас належало 3,5 %. Частка іспаномовних становила 25,5 % від усіх жителів.
За віковим діапазоном населення розподілялося таким чином: 23,8 % — особи молодші 18 років, 65,9 % — особи у віці 18—64 років, 10,3 % — особи у віці 65 років та старші. Медіана віку мешканця становила 34,0 року. На 100 осіб жіночої статі у місті припадало 95,2 чоловіків;  на 100 жінок у віці від 18 років та старших — 95,9 чоловіків також старших 18 років.
Середній дохід на одне домашнє господарство  становив 53 339 доларів США (медіана — 32 755), а середній дохід на одну сім'ю — 57 199 доларів (медіана — 35 343). Медіана доходів становила 40 225 доларів для чоловіків та 33 400 доларів для жінок. За межею бідності перебувало 31,9 % осіб, у тому числі 50,8 % дітей у віці до 18 років та 19,8 % осіб у віці 65 років та старших.
Цивільне працевлаштоване населення становило 7325 осіб. Основні галузі зайнятості: освіта, охорона здоров'я та соціальна допомога — 22,8 %, мистецтво, розваги та відпочинок — 17,1 %, роздрібна торгівля — 12,4 %, науковці, спеціалісти, менеджери — 9,6 %.